# Ivana Ðerisilo
Ivana Ðerisilo-Stankovic (Belgrado, 8 agosto 1983) è una pallavolista serba.
Gioca nel ruolo di schiacciatrice e opposto nel Sarıyer.

## Carriera
La carriera di Ivana Ðerisilo inizia nel 2000, tra le file della Ženski odbojkaški klub Crvena zvezda. Nella stagione 2001-02 vince campionato e Coppa di Serbia e Montenegro. Nelle due stagioni seguenti riesce a ripetersi, ma solo in campionato.
Nella stagione 2004-05 si trasferisce in Italia per giocare a Vicenza: resta legata alla società veneta per due stagioni. Dopo un sorprendente terzo posto ai campionato mondiale 2006 con la nazionale, decide di trasferirsi in Turchia per giocare nell'Eczacıbaşı Spor Kulübü dove resta solo per la stagione 2006-07, vincendo il campionato turco.
Dopo aver saltato il campionato europeo 2007 per infortunio, viene ingaggiata dalla squadra svizzera del Volleyballclub Voléro Zürich: vince il Campionato e la Coppa di Svizzera. Nell'estate del 2008 partecipa alle Olimpiade di Pechino 2008, ma ottiene solo un quinto posto.
Nella stagione 2008-09 si trasferisce in Romania, nel Clubul Sportiv Universitar Metal Galați: anche in questa stagione vince campionato e coppa nazionale. Per la stagione seguente ritorna in Turchia tra le file del Galatasaray Spor Kulübü.
Nella stagione 2011-12 passa alla Robur Tiboni Urbino Volley. In seguito resta inattiva per maternità per due annate, prima di riprendere l'attività agonistica nella stagione 2014-15, giocando nella Superliqa azera con la Lokomotiv Bakı Voleybol Klubu, dove tuttavia milita solo per un breve periodo; torna così in campo nella Divizia A1 rumena col Club Sportiv de Volei Alba-Blaj, col quale partecipa dal gennaio 2015 alla seconda parte della stagione, vincendo lo scudetto.
Nel campionato 2015-16 fa ritorno alla Ženski odbojkaški klub Crvena zvezda, che lascia poco dopo l'inizio di stagione, completando l'annata nella Liga Siatkówki Kobiet polacca con l'Atom Trefl Sopot. Per il campionato 2016-17 è nuovamente in Romania, questa volta con il Clubul Sportiv Municipal Târgoviște.

## Palmarès

### Club
- Campionato serbo-montenegrino: 3

2001-02, 2002-03, 2003-04
- Campionato turco: 1

2006-07
- Campionato svizzero: 1

2007-08
- Campionato rumeno: 2

2008-09, 2014-15
- Coppa di Serbia e Montenegro: 1

2002
- Coppa di Svizzera: 1

2007-08
- Coppa di Romania: 1

2008-09

### Nazionale (competizioni minori)
- Trofeo Valle d'Aosta 2005
- Universiade 2009

### Premi individuali
- 2010 - Challenge Cup: Miglior realizzatrice